# Vic Chesnutt

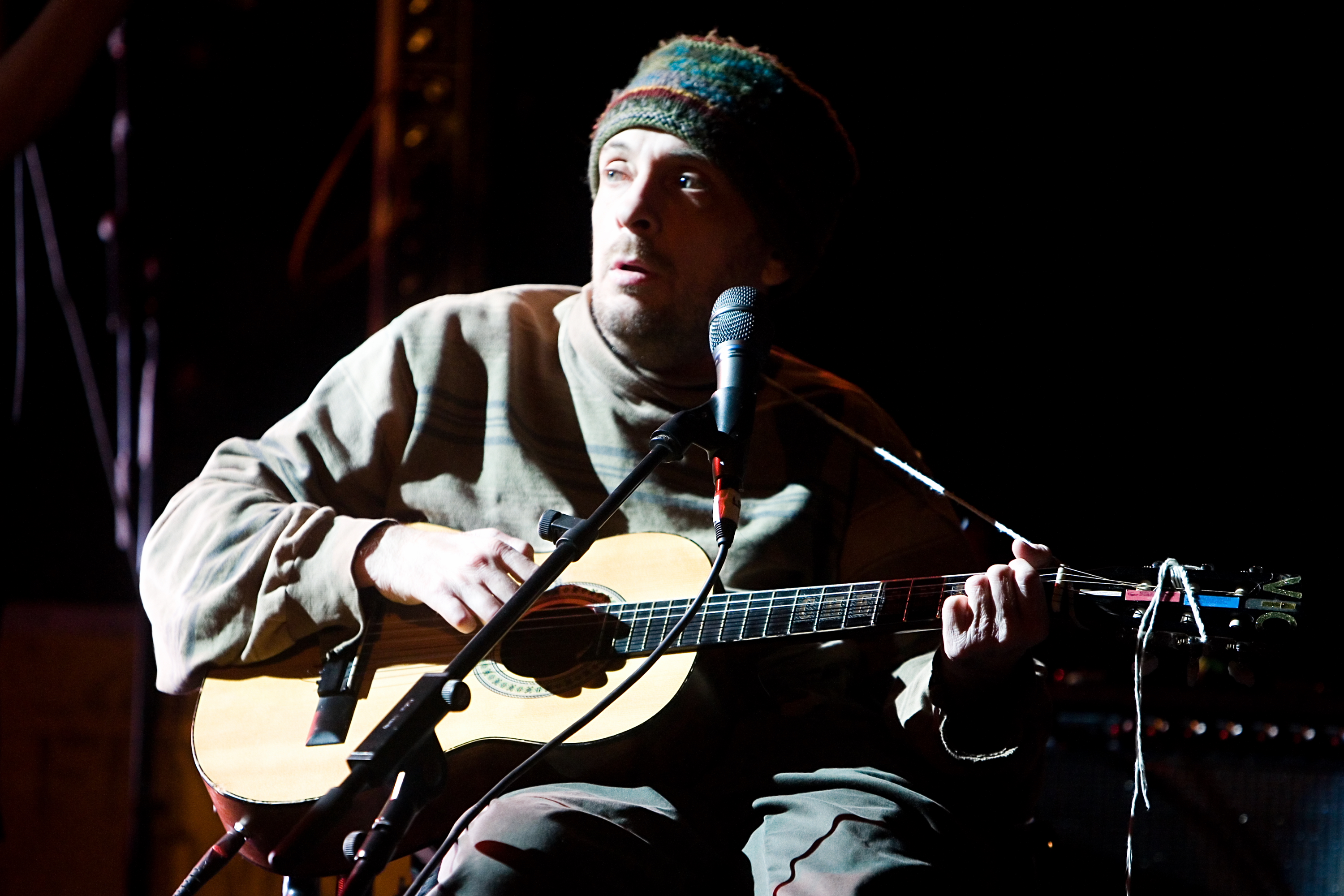
Vic Chesnutt in 2008

Vic Chesnutt (Jacksonville, 12 november 1964 – Athens, 25 december 2009) was een Amerikaans folkrock- en countryzanger en songwriter.
Chesnutt werd als kind geadopteerd en groeide op in Zebulon in de staat Georgia, waar hij zijn eerste liedjes schreef toen hij vijf jaar oud was. Op zijn achttiende raakte hij door een verkeersongeval gedeeltelijk verlamd, maar hij bleef gitaarspelen.
Hij ging wonen in Nashville, de hoofdstad van de staat Tennessee, en vond er inspiratie (bij Stevie Smith, Walt Whitman, Wallace Stevens, W.H. Auden, Stephen Crane en Emily Dickinson) om liedjes te schrijven en te componeren. Zijn liedjes werden gecoverd door onder meer Madonna, Smashing Pumpkins en Garbage. Zelf trad hij op in een rolstoel.
Chesnutt raakte op 24 december 2009 in een coma nadat hij een overdosis spierverslappers ingenomen had. Hij overleed een dag later, op kerstdag, op 45-jarige leeftijd in een ziekenhuis in Athens.

## Discografie
- 1990 - Little As brute
- 1991 - West of Rome
- 1993 - Drunk
- 1995 - Is the Actor Happy?
- 1996 - About to Choke
- 1998 - The Salesman and Bernadette
- 2000 - Merriment
- 2001 - Left to his Own Devices
- 2003 - Silver Lake
- 2005 - Ghetto Bells
- 2005 - Extra Credit EP
- 2007 - North Star Deserter
- 2008 - Dark Developments
- 2009 - At the Cut

- Biblioteca Nacional de España: XX1425189
- Bibliothèque nationale de France: cb13997990z (data)
- Gemeinsame Normdatei: 134874889
- International Standard Name Identifier: 0000 0000 7688 9935
- Library of Congress Control Number: n96048365
- MusicBrainz: b07cdbbe-421e-418a-bbb7-ce0d8d53bfa8
- Nationale Bibliotheek van Tsjechië: xx0179747
- Nederlandse Thesaurus van Auteursnamen: 323546595
- Réseau des bibliothèques de Suisse occidentale: 02-A006007154
- SNAC: w63n2tbg
- Système universitaire de documentation: 189612061
- Virtual International Authority File: 5128027